# Kazuko Kurosawa
Pour les articles homonymes, voir Kurosawa (homonymie).
Kazuko Kurosawa (黒澤和子, Kurosawa Kazuko) est une chef costumière japonaise, née le 29 avril 1954.
Fille aînée du cinéaste Akira Kurosawa, elle a d'ailleurs commencé sa carrière sur les derniers films de son père, en tant qu’habilleuse sur Rêves puis en créant les costumes de Rhapsodie en août et de Madadayo.
Elle a également publié plusieurs ouvrages sur son père.

## Filmographie partielle
- 1991 : Rhapsodie en août d'Akira Kurosawa
- 1993 : Madadayo d'Akira Kurosawa
- 1999 : Après la pluie de Takashi Koizumi
- 2002 : Le Samouraï du crépuscule de Yōji Yamada
- 2002 : La mer regarde (海は見ていた, Umi wa miteita) de Kei Kumai
- 2002 : Letters from the Mountains de Takashi Koizumi
- 2004 : La Servante et le Samouraï de Yōji Yamada
- 2006 : Hana (花よりもなほ, Hana yori mo naho) de Hirokazu Kore-eda
- 2007 : Soie de François Girard
- 2008 : Still Walking d'Hirokazu Kore-eda
- 2014 : Higurashi no Ki (蜩ノ記) de Takashi Koizumi
- 2023 : L'Innocence (怪物, Kaibutsu?) de Hirokazu Kore-eda
- 2024 : Tokyo Vice de J. T. Rogers

## Distinctions
- Prix Jutra 2008 : Meilleurs costumes pour Soie (prix partagé avec Carlo Poggioli)
- Prix Génie 2008 : Meilleurs costumes pour Soie (prix partagé avec Carlo Poggioli)